# Cloquet (Minnesota)
Cloquet é uma cidade localizada no estado americano de Minnesota, no Condado de Carlton.

## Demografia
Segundo o censo americano de 2000, a sua população era de 11.201 habitantes.
Em 2006, foi estimada uma população de 11.479, um aumento de 278 (2.5%).

## Geografia
De acordo com o United States Census Bureau tem uma área de 93,2 km², dos quais 91,3 km² cobertos por terra e 1,9 km² cobertos por água. Cloquet localiza-se a aproximadamente 321 m acima do nível do mar.

## Localidades na vizinhança
O diagrama seguinte representa as localidades num raio de 20 km ao redor de Cloquet.